# Messei
Messei és un municipi francès situat al departament de l'Orne i a la regió de Normandia. L'any 2007 tenia 1.937 habitants.

## Demografia

### Població
El 2007 la població de fet de Messei era de 1.937 persones. Hi havia 794 famílies de les quals 182 eren unipersonals (69 homes vivint sols i 113 dones vivint soles), 321 parelles sense fills, 263 parelles amb fills i 28 famílies monoparentals amb fills.
La població ha evolucionat segons el següent gràfic:
Habitants censats

### Habitatges
El 2007 hi havia 854 habitatges, 799 eren l'habitatge principal de la família, 14 eren segones residències i 40 estaven desocupats. 826 eren cases i 16 eren apartaments. Dels 799 habitatges principals, 657 estaven ocupats pels seus propietaris, 133 estaven llogats i ocupats pels llogaters i 10 estaven cedits a títol gratuït; 1 tenia una cambra, 35 en tenien dues, 94 en tenien tres, 283 en tenien quatre i 386 en tenien cinc o més. 629 habitatges disposaven pel capbaix d'una plaça de pàrquing. A 320 habitatges hi havia un automòbil i a 418 n'hi havia dos o més.

### Piràmide de població
La piràmide de població per edats i sexe el 2009 era:
| Homes | Edats   | Dones |
| ----- | ------- | ----- |
| 0     | 95 o +  | 0     |
| 0     | 90 a 94 | 12    |
| 0     | 85 a 89 | 12    |
| 12    | 80 a 84 | 20    |
| 24    | 75 a 79 | 40    |
| 36    | 70 a 74 | 40    |
| 48    | 65 a 69 | 48    |
| 52    | 60 a 64 | 24    |
| 60    | 55 a 59 | 60    |
| 80    | 50 a 54 | 92    |
| 68    | 45 a 49 | 60    |
| 96    | 40 a 44 | 96    |
| 64    | 35 a 39 | 76    |
| 60    | 30 a 34 | 56    |
| 48    | 25 a 29 | 32    |
| 56    | 20 a 24 | 48    |
| 88    | 15 a 19 | 60    |
| 80    | 10 a 14 | 76    |
| 80    | 5 a 9   | 68    |
| 44    | 0 a 4   | 28    |

## Economia
El 2007 la població en edat de treballar era de 1.225 persones, 833 eren actives i 392 eren inactives. De les 833 persones actives 761 estaven ocupades (400 homes i 361 dones) i 71 estaven aturades (32 homes i 39 dones). De les 392 persones inactives 223 estaven jubilades, 95 estaven estudiant i 74 estaven classificades com a «altres inactius».

### Ingressos
El 2009 a Messei hi havia 791 unitats fiscals que integraven 1.978 persones, la mediana anual d'ingressos fiscals per persona era de 17.427 €.

### Activitats econòmiques
Dels 44 establiments que hi havia el 2007, 2 eren d'empreses extractives, 4 d'empreses alimentàries, 1 d'una empresa de fabricació d'elements pel transport, 4 d'empreses de fabricació d'altres productes industrials, 7 d'empreses de construcció, 7 d'empreses de comerç i reparació d'automòbils, 3 d'empreses d'hostatgeria i restauració, 7 d'empreses financeres, 3 d'empreses de serveis, 4 d'entitats de l'administració pública i 2 d'empreses classificades com a «altres activitats de serveis».
Dels 16 establiments de servei als particulars que hi havia el 2009, 1 era una oficina d'administració d'Hisenda pública, 1 gendarmeria, 5 oficines bancàries, 1 guixaire pintor, 2 fusteries, 3 lampisteries, 2 perruqueries i 1 restaurant.
Dels 6 establiments comercials que hi havia el 2009, 2 eren fleques, 2 carnisseries, 1 una peixateria i 1 una joieria.
L'any 2000 a Messei hi havia 29 explotacions agrícoles que ocupaven un total de 864 hectàrees.

## Equipaments sanitaris i escolars
L'únic equipament sanitari que hi havia el 2009 era una farmàcia.
El 2009 hi havia 1 escola maternal i 1 escola elemental.

## Poblacions més properes
El següent diagrama mostra les poblacions més properes.